# ويليام إتش تي بوش
ويليام إتش تي بوش (بالإنجليزية: William H. T. Bush)‏ هو مصرفي أمريكي، ولد في 14 يوليو 1938 في غرينيتش في الولايات المتحدة، وتوفي في 27 فبراير 2018 في ويست بالم بيتش في الولايات المتحدة.

## وصلات خارجية
- ويليام هنري تروتر بوش على موقع إن إن دي بي (الإنجليزية)